# Charmont (Val-d'Oise)
Pour les articles homonymes, voir Charmont.
Charmont est une commune française située dans le département du Val-d'Oise, en région Île-de-France.
Au recensement de 2017, Charmont est la commune la moins peuplée du département du Val-d'Oise et la 3e commune de la région Île-de-France derrière Le Tartre-Gaudran (35 habitants) et Montenils (26 habitants).

## Géographie

### Description
Charmont se situe dans le Vexin français sur l'ancienne RN 183 (actuelle RD 983 Gisors - Magny-en-Vexin - Mantes-la-Jolie), à 50 km au nord-ouest de Paris et à 2 km au sud de Magny-en-Vexin.
Charmonte se trouve dans le territoire du parc naturel régional du Vexin français et sur le plateau du Vexin français, au relief relativement plat.

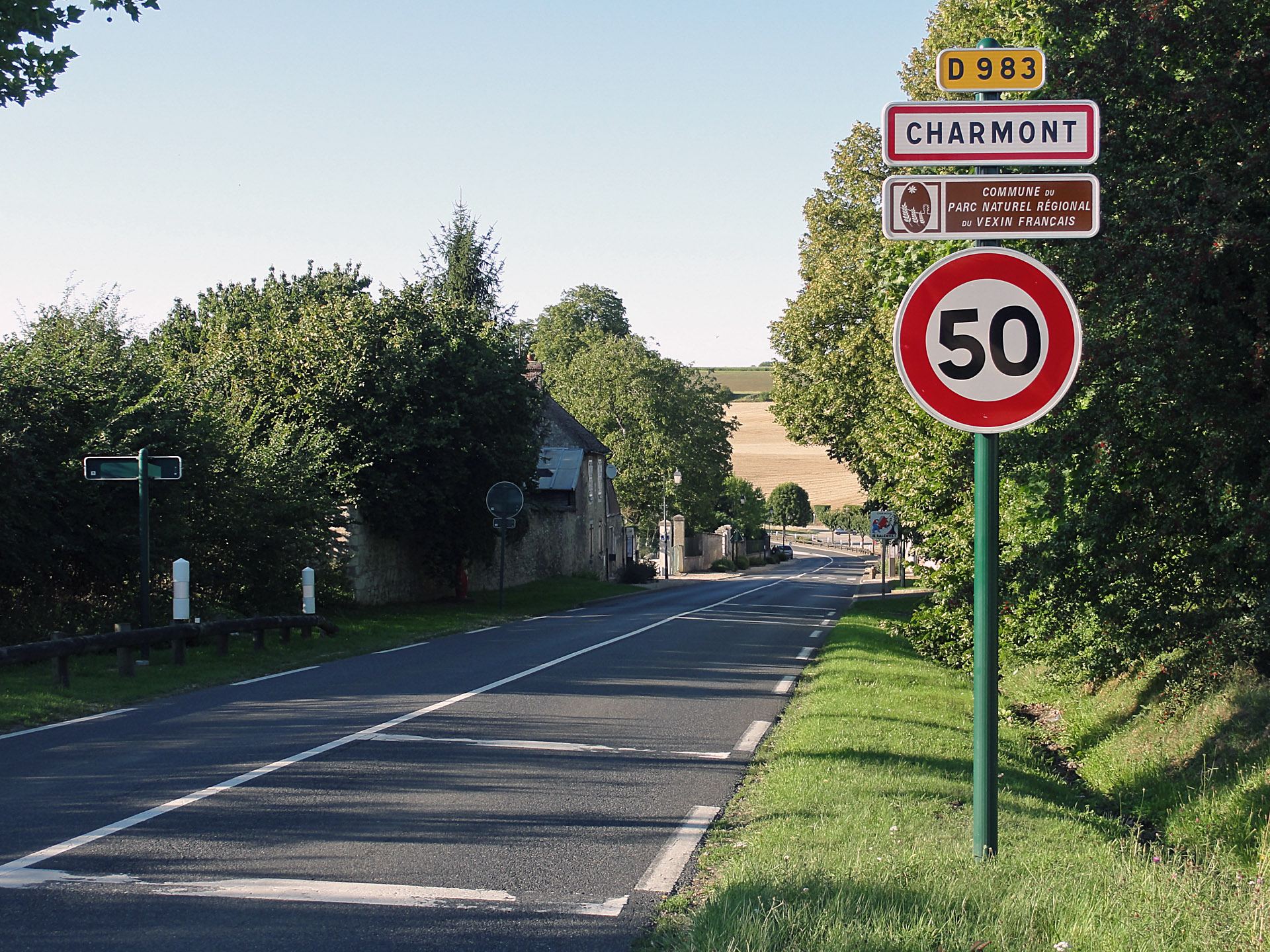
Entrée du village.

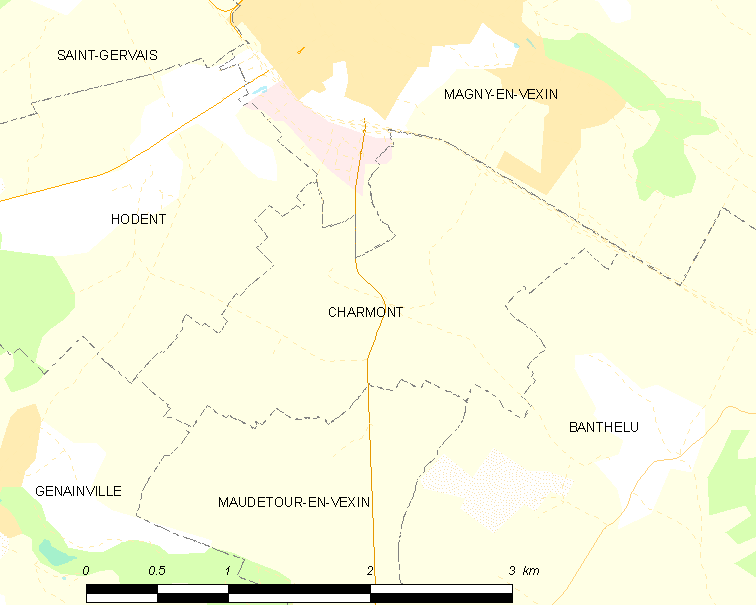
Carte de la commune.
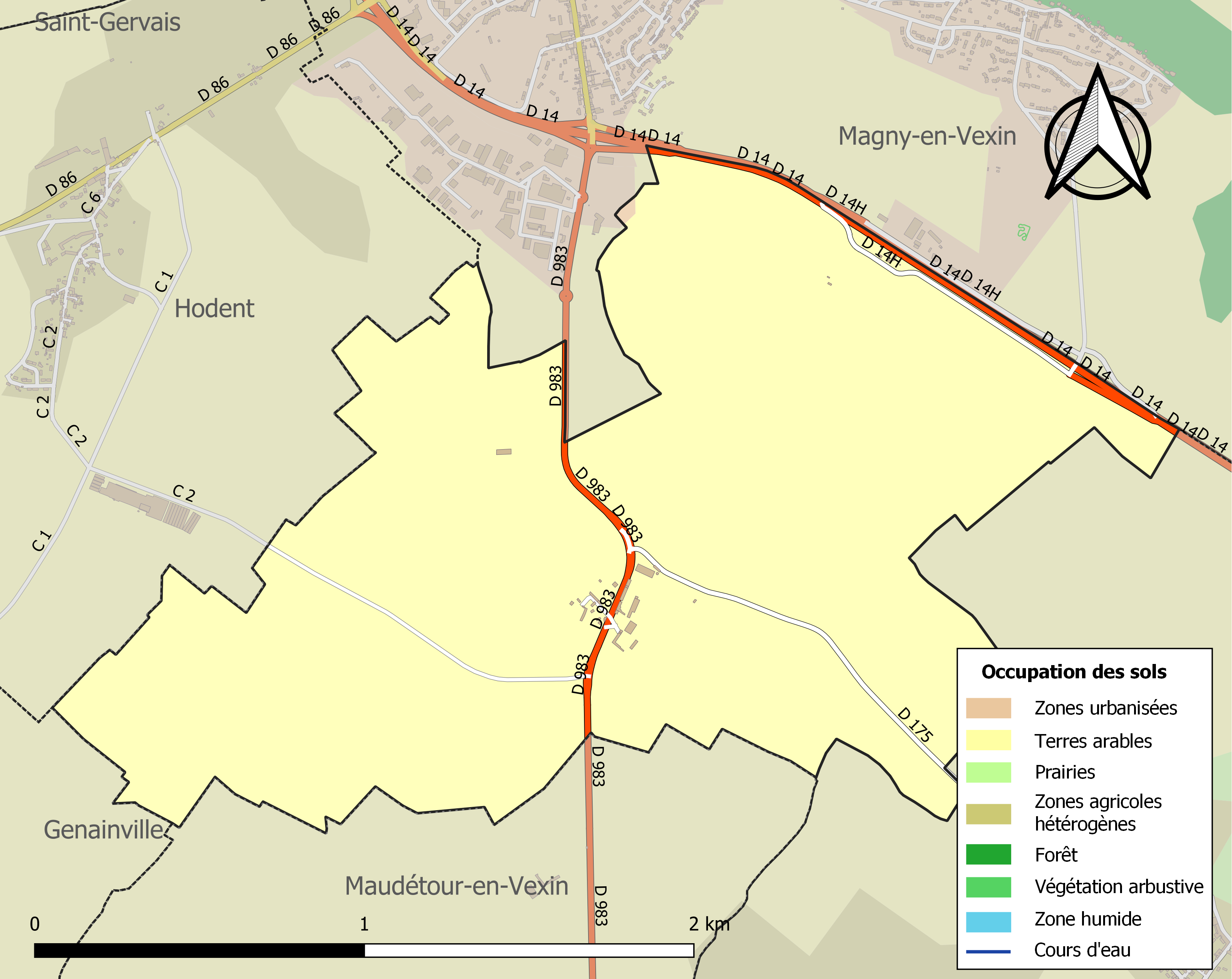
Occupation des sols.

### Communes limitrophes
Les communes limitrophes sont Magny-en-Vexin au nord, Banthelu au sud-est, Maudétour-en-Vexin au sud, Genainville au sud-ouest et Hodent à l'ouest.
|             | Magny-en-Vexin     |          |
| Hodent      | Charmont           |          |
| Genainville | Maudétour-en-Vexin | Banthelu |

### Climat
Pour des articles plus généraux, voir Climat de l'Île-de-France et Climat du Val-d'Oise.
En 2010, le climat de la commune est de type climat océanique dégradé des plaines du Centre et du Nord, selon une étude du CNRS s'appuyant sur une série de données couvrant la période 1971-2000. En 2020, Météo-France publie une typologie des climats de la France métropolitaine dans laquelle la commune est exposée à un climat océanique et est dans la région climatique Sud-ouest du bassin Parisien, caractérisée par une faible pluviométrie, notamment au printemps (120 à 150 mm) et un hiver froid (3,5 °C).
Pour la période 1971-2000, la température annuelle moyenne est de 10,7 °C, avec une amplitude thermique annuelle de 14,5 °C. Le cumul annuel moyen de précipitations est de 709 mm, avec 10,8 jours de précipitations en janvier et 7,9 jours en juillet. Pour la période 1991-2020, la température moyenne annuelle observée sur la station météorologique la plus proche, située sur la commune de Boissy-l'Aillerie à 19 km à vol d'oiseau, est de 11,2 °C et le cumul annuel moyen de précipitations est de 635,8 mm,. Pour l'avenir, les paramètres climatiques de la commune estimés pour 2050 selon différents scénarios d'émission de gaz à effet de serre sont consultables sur un site dédié publié par Météo-France en novembre 2022.

## Urbanisme

### Typologie
Au 1er janvier 2024, Charmont est catégorisée commune rurale à habitat très dispersé, selon la nouvelle grille communale de densité à sept niveaux définie par l'Insee en 2022.
Elle est située hors unité urbaine. Par ailleurs la commune fait partie de l'aire d'attraction de Paris, dont elle est une commune de la couronne,. Cette aire regroupe 1 929 communes,.

### Voies de communication et transports
La commune est desserve par la RD 983, qui relie Magny-en-Vexin à Mantes-la-Jolie et qui traverse la commune dans le sens nord-sud. Elle est reliée aux commune voisine par deux routes secondaires orientées sensiblement est-ouest, la D 175 vers Banthelu et Wy-dit-Joli-Village et un chemin vicinal vers Hodent et Genainville. La route nationale 14 (axe Paris-Rouen) longe la limite nord de la commune sur environ 1,5 km.

### Occupation des sols
| Type d'occupation en 2003   | Pourcentage | Superficie (en hectares) |
| --------------------------- | ----------- | ------------------------ |
| Espace urbain construit     | 2,2 %       | 7,9                      |
| Espace urbain non construit | 0,6 %       | 2,3                      |
| Espace rural                | 97,2 %      | 350,3                    |

En 2003, le territoire de la commune est presque totalement rural (97,2 %), l'espace urbain construit représentant seulement 2,2 % du total, soit 7,9 hectares, dont 3,7 affectés aux habitations, 1,6 aux activités et équipements et 2,6 aux routes. L'espace rural est presque exclusivement consacré à l'agriculture, la partie boisée représentant 16,3 ha, soit 4,5 % du territoire communal.

## Toponymie
Charmont tire son nom de l'anthroponyme gaulois Carmentus ou peut-être du latin cortem, domaine.

## Histoire
Cet ancien hameau de Magny-en-Vexin est devenu une commune à part entière en l'an II de la République. Son manoir seigneurial, aujourd'hui disparu, est vendu en 1490 par Louis de Charmont à Pierre Legendre. Mais la suzeraineté de la terre appartient alors à l'Hôtel-Dieu de Paris.
Charmont est un lieu réputé sous l'Ancien Régime pour le mauvais état de ses chemins, que le seigneur du lieu refuse de faire entretenir. En effet, une coutume en vigueur attribue à ce dernier le contenu de toute charrette qui se renverse dans son domaine.

## Politique et administration

### Rattachements administratifs et électoraux
Rattachements administratifs
Antérieurement à la loi du 10 juillet 1964, la commune faisait partie du département de Seine-et-Oise. La réorganisation de la région parisienne en 1964 fit que la commune appartient désormais au département du Val-d'Oise et à son arrondissement de Pontoise après un transfert administratif effectif au 1er janvier 1968.
Elle faisait partie depuis 1793 du canton de Magny-en-Vexin de Seine-et-Oise. Lors de la mise en place du Val-d'Oise, la ville intègre le canton de Vigny . Dans le cadre du redécoupage cantonal de 2014 en France, cette circonscription administrative territoriale a disparu, et le canton n'est plus qu'une circonscription électorale.
Rattachements électoraux
Pour les élections départementales, la commune est membre depuis 2014 du canton de Vauréal.
Pour l'élection des députés, elle fait partie de la première circonscription du Val-d'Oise.

### Intercommunalité
Charmont est membre depuis 2013 de la communauté de communes du Pays du Coquelicot, un établissement public de coopération intercommunale (EPCI) à fiscalité propre créé en 2005 et auquel la commune avait transféré un certain nombre de ses compétences, dans les conditions déterminées par le code général des collectivités territoriales.
Dans le cadre des dispositions de la loi portant nouvelle organisation territoriale de la République du 7 août 2015, qui prévoit que les établissements publics de coopération intercommunale (EPCI) à fiscalité propre doivent avoir un minimum de 15 000 habitants, cette intercommunalité a fusionné avec sa voisine pour former, le 1er janvier 2017, la communauté de communes du Haut Pays du Montreuillois dont est désormais membre la commune.

### Liste des maires
| Période                                  | Période  | Identité            | Étiquette | Qualité                        |
| ---------------------------------------- | -------- | ------------------- | --------- | ------------------------------ |
| Les données manquantes sont à compléter. |          |                     |           |                                |
| mars 2001                                | 2014     | Christian Courtier, | DVD       |                                |
| 2014                                     | En cours | Rodolphe Thomassin  |           | Réélu pour le mandat 2020-2026 |

## Population et société

### Démographie

#### Évolution démographique
L'évolution du nombre d'habitants est connue à travers les recensements de la population effectués dans la commune depuis 1793. Pour les communes de moins de 10 000 habitants, une enquête de recensement portant sur toute la population est réalisée tous les cinq ans, les populations de référence des années intermédiaires étant quant à elles estimées par interpolation ou extrapolation. Pour la commune, le premier recensement exhaustif entrant dans le cadre du nouveau dispositif a été réalisé en 2007.

En 2022, la commune comptait 33 habitants, en stagnation par rapport à 2016 (Val-d'Oise : +4 %, France hors Mayotte : +2,11 %).
| 1793 | 1800 | 1806 | 1821 | 1831 | 1836 | 1841 | 1846 | 1851 |
| ---- | ---- | ---- | ---- | ---- | ---- | ---- | ---- | ---- |
| 67   | 35   | 54   | 60   | 49   | 47   | 53   | 59   | 55   |

| 1856 | 1861 | 1866 | 1872 | 1876 | 1881 | 1886 | 1891 | 1896 |
| ---- | ---- | ---- | ---- | ---- | ---- | ---- | ---- | ---- |
| 42   | 55   | 50   | 53   | 59   | 68   | 86   | 63   | 66   |

| 1901 | 1906 | 1911 | 1921 | 1926 | 1931 | 1936 | 1946 | 1954 |
| ---- | ---- | ---- | ---- | ---- | ---- | ---- | ---- | ---- |
| 67   | 65   | 65   | 67   | 91   | 54   | 75   | 89   | 68   |

| 1962 | 1968 | 1975 | 1982 | 1990 | 1999 | 2006 | 2007 | 2012 |
| ---- | ---- | ---- | ---- | ---- | ---- | ---- | ---- | ---- |
| 57   | 61   | 40   | 32   | 30   | 32   | 30   | 30   | 27   |

| 2017 | 2022 | - | - | - | - | - | - | - |
| ---- | ---- | - | - | - | - | - | - | - |
| 36   | 33   | - | - | - | - | - | - | - |

#### Pyramide des âges
En 2018, le taux de personnes d'un âge inférieur à 30 ans s'élève à 41,7 %, soit au-dessus de la moyenne départementale (41,2 %). À l'inverse, le taux de personnes d'âge supérieur à 60 ans est de 11,1 % la même année, alors qu'il est de 18,7 % au niveau départemental.
En 2018, la commune comptait 22 hommes pour 14 femmes, soit un taux de 61,11 % d'hommes, largement supérieur au taux départemental (48,58 %).
Les pyramides des âges de la commune et du département s'établissent comme suit.
| Hommes | Classe d’âge | Femmes |
| ------ | ------------ | ------ |
| 0,0    | 90 ou +      | 0,0    |
| 0,0    | 75-89 ans    | 0,0    |
| 9,1    | 60-74 ans    | 14,3   |
| 27,3   | 45-59 ans    | 42,9   |
| 18,2   | 30-44 ans    | 7,1    |
| 27,3   | 15-29 ans    | 28,6   |
| 18,2   | 0-14 ans     | 7,1    |

| Hommes | Classe d’âge | Femmes |
| ------ | ------------ | ------ |
| 0,4    | 90 ou +      | 1,1    |
| 4,5    | 75-89 ans    | 6      |
| 12,7   | 60-74 ans    | 13,6   |
| 19,2   | 45-59 ans    | 19     |
| 20,8   | 30-44 ans    | 21,1   |
| 19,6   | 15-29 ans    | 18,5   |
| 22,8   | 0-14 ans     | 20,7   |

## Économie
L'économie de la commune est  basée essentiellement sur l'activité agricole. Il s'agit de grande culture basée sur une rotation céréales (blé, orge, maïs), oléagineux (colza, tournesol), betterave sucrière. Cette activité occupait 330,2 ha en 2003, soit 91,6 % du territoire communal.
En 2007, date des dernières données de recensement connues, la population active comprenait 22 personnes, dont 21 avaient un emploi. Le taux d'activité était de 24,6 %, le taux d'emploi de 80,8 % et le taux de chômage de 3,8 %. La décomposition des emplois par secteurs d'activité n'est pas publiée en raison de la faible taille de l'échantillon et des règles du secret statistique.

## Culture locale et patrimoine

### Lieux et monuments

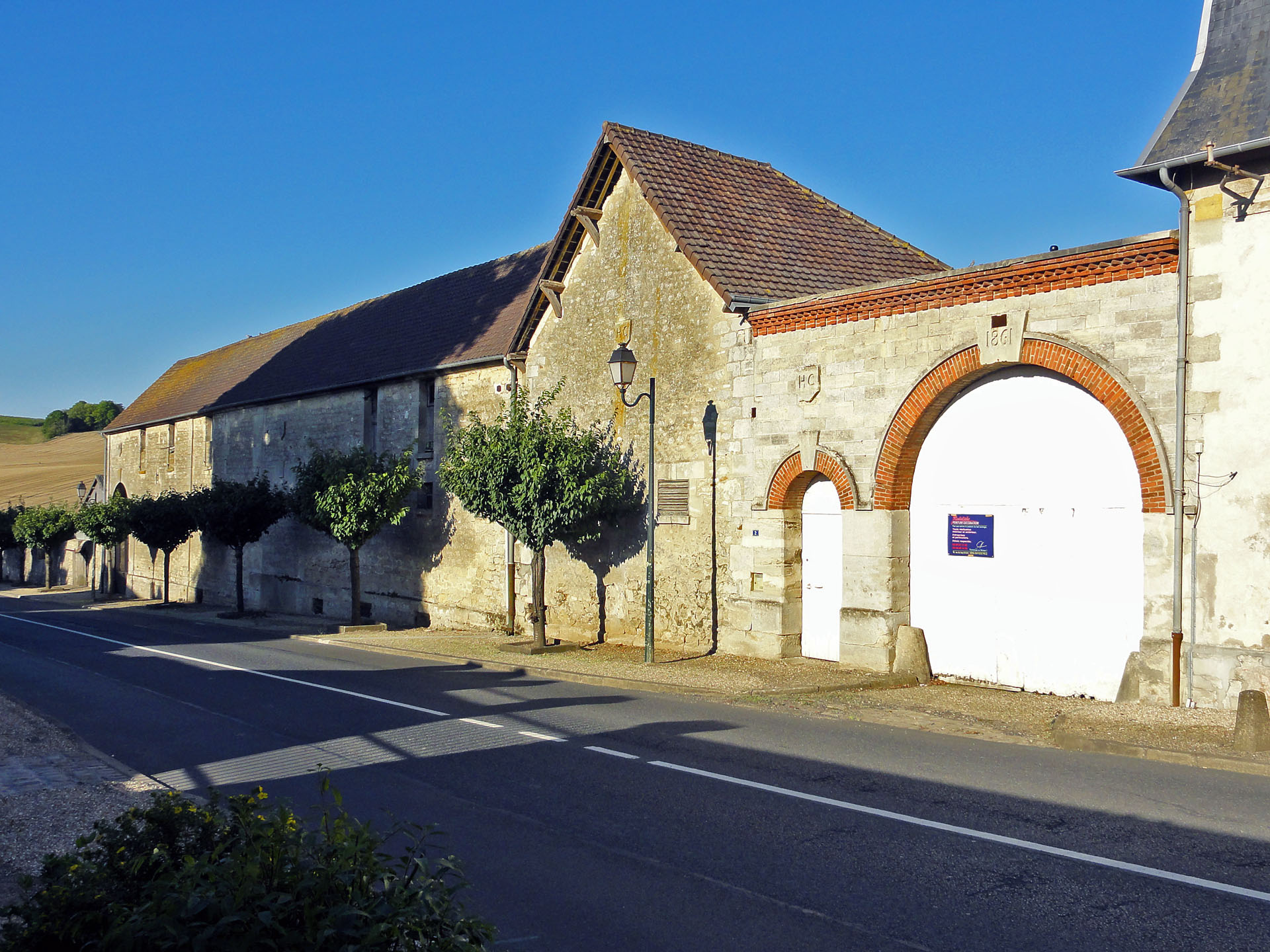
Une ferme datant du Second Empire.

Charmont ne compte pas de monument historique classé ou inscrit sur son territoire.
On peut néanmoins signaler :
- Monument commémoratif pour quinze otages fusillés, au lieu-dit la Fosse Rouge (D 175 entre Charmont et Banthelu)

Il rappelle la tragique journée du 22 août 1944, quand quinze personnes travaillant aux champs sont arrêtées et fusillées par les troupes allemandes en retraite. Les victimes sont originaires d'Aincourt, d'Arthies et de Charmont.
- Dans le village, deux fermes conservent des bâtiments agricoles caractéristiques du Second Empire.

Leur architecture soignée reflète la prospérité des propriétaires et fait recours à la pierre de taille, la brique rouge et les colombages.
- Charmont est une commune dépourvue d'église, car faisant partie de la paroisse de Magny-en-Vexin jusqu'à la Révolution. Ce n'est qu'en l'an III que l'ancien hameau trouve son indépendance en étant érigé en commune[28].

Début 2017, la commune est « réputée sans clochers ».